# Borek (Nysa)
Pour les articles homonymes, voir Borek.
Borek est une localité polonaise de la voïvodie d'Opole et du powiat de Nysa.